# USS LST-1073
O USS LST-1073 foi um navio de guerra norte-americano da classe LST que operou durante a Segunda Guerra Mundial.Transferido para a Marinha do Brasil e renomeado Garcia D'Avila (G28)